# بيد بابايي (بالش)
بيد بابايي (بالفارسية: بیدبابایی) هي قرية تقع في إيران في البلدة المركزية.